# Hylemya kuntzei
Hylemya kuntzei är en tvåvingeart som först beskrevs av Ringdahl 1934.  Hylemya kuntzei ingår i släktet Hylemya och familjen blomsterflugor.
Artens utbredningsområde är Frankrike. Inga underarter finns listade i Catalogue of Life.